# سامسونگ گلکسی تب

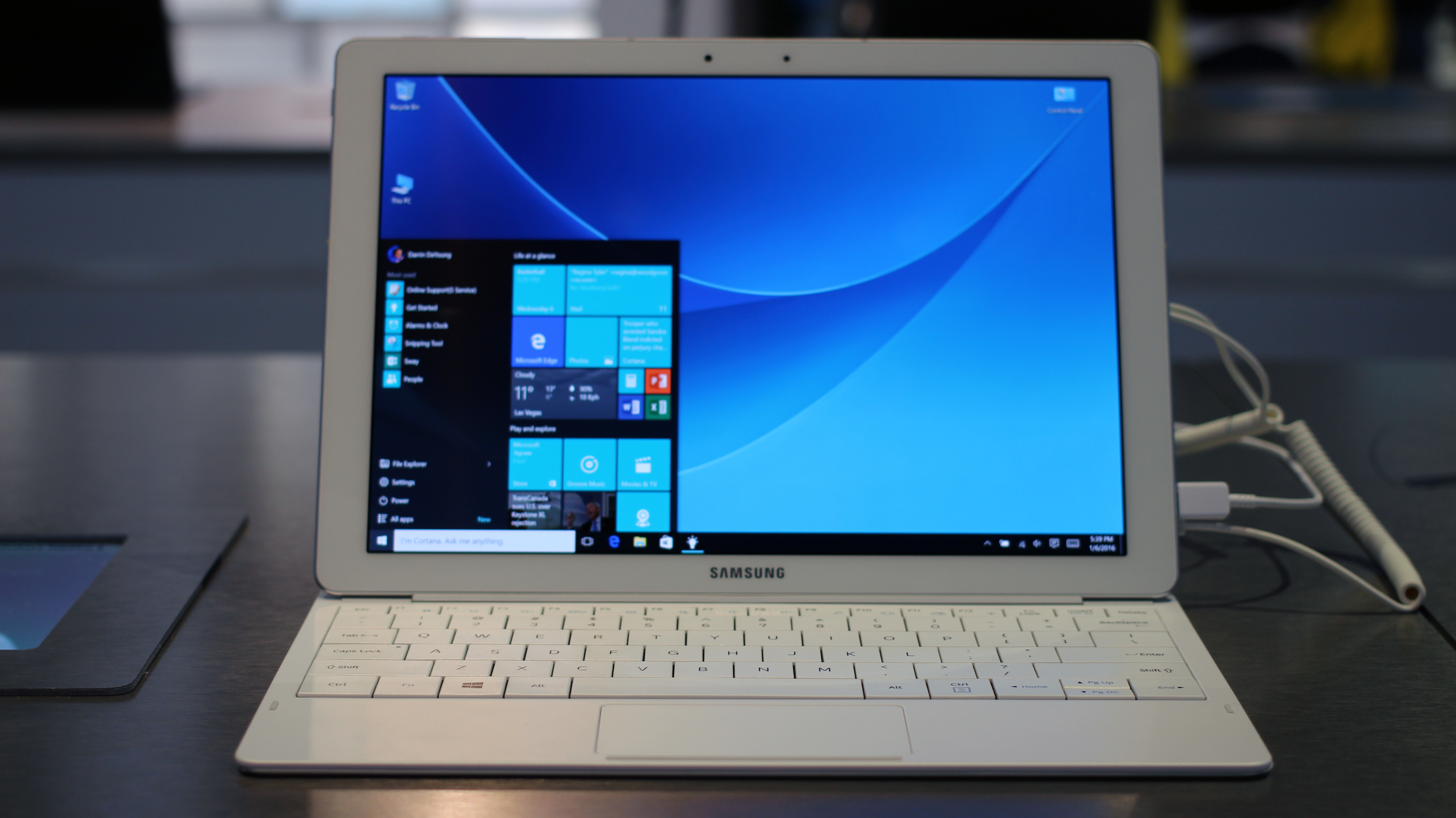
سامسونگ گلکسی تب

سامسونگ گالکسی تب مدل اچ۳۱۰ (به انگلیسیSamsung Galaxy Tap310) اولین لوح رایانه‌ای از شرکت سامسونگ است که در تاریخ ۲ سپتامبر ۲۰۱۰ در نمایشگاه فناوری ایفا در برلین (IFA in Berlin) معرفی شد و در ماه اکتبر همان سال به بازار عرضه شد.
از قابلیت‌های گالکسی تب می‌توان به صفحه نمایش ۷ اینچی (قطر ۱۸۰ میلی‌متر) لمسی آن که از نوع TFT-LCD، وجود وای-فای، جی پی اس، ۱ گیگاهرتز پردازنده تک هسته‌ای از شرکت ARM، سیستم ورودی Swype (برای تایپ سریع)، یک دوربین ۳٫۲ مگاپیکسلی در عقب و یک دوربین ۱٫۳ در جلو جهت تماس ویدئویی، سیستم عامل اندروید نسخه ۲٫۲ فرویو(Froyo) با قابلیت ارتقاء به نسخه ۲٫۳، قابلیت تماس تلفنی و بلوتوث اشاره کرد.

خوب: مجهز به دو دوربین، صفحه نمایش ۷ اینچی، پشتیبانی از فلش، وجود GPS
بد: پردازنده ضعیف در سری A دوربین ضعیف در سری A
پیشنهاد ال نت : امکاناتی از جمله فلش پلیر و GPS در آی پد وجود ندارد اما نرم‌افزارها و قیمت کمتر برگ برنده آی پد خواهند بود.  
قیمت مدل A8 در تاریخ ۲۱دی ۱۴۰۱ ۳،۴۰۰،۰۰۰تا۴،۰۰۰،۰۰۰

## مشخصات سامسونگ گالکسی تب
| شبکه                     | HSDPA 900 / 1900 / 2100, GSM 850 / 900 / 1800 / 1900                                |
| تاریخ معرفی              | سپتامبر ۲۰۱۰                                                                        |
| نسل                      | ۳٫۵                                                                                 |
| پردازنده                 | پردازنده ARM Cortex-A8، فرکانس یک گیگاهرتز، به همراه پردازشگر گرافیک PowerVR SGX540 |
| سیستم عامل               | سیستم عامل اندروید نسخه ۲٫۲ فرویو(Froyo) با قابلیت ارتقاء به نسخه ۲٫۳               |
| بستر نرم‌افزاری           | TouchWiz UI                                                                         |
| ابعاد                    | ۱۲ * ۱۲۰٫۵ * ۱۹۰٫۱ میلی‌متر                                                          |
| وزن                      | ۳۸۰ گرم                                                                             |
| تنوع رنگ                 | مشکی و خاکستری                                                                      |
| نوع نمایشگر              | TFT، لمسی (Multi-touch)                                                             |
| وضوح نمایشگر             | ۱۰۲۴ * ۶۰۰ پیکسل                                                                    |
| تعداد رنگ نمایشگر        | ۱۶ میلیون رنگ                                                                       |
| ابعاد نمایشگر            | ۷٫۰ اینچ                                                                            |
| دوربین اول (عکس)         | ۳٫۱۵ مگاپیکسل باسایز تصویر ۱۵۳۶ * ۲۰۴۸ پیکسل                                        |
| دوربین اول (فیلم برداری) | قابلیت فیلم برداری با سایز حداکثر ۴۸۰ * ۷۲۰ پیکسل، ۳۰ تصویر در ثانیه                |
| فوکوس اتوماتیک           | بله                                                                                 |
| فلاش                     | بله                                                                                 |
| دوربین دوم (عکس)         | ا وضوخ حداکثر ۹۶۰ * ۱۲۸۰ پیکسل                                                      |
| تماس تصویری              | بله                                                                                 |
| حافظه داخلی              | ۱۶ یا ۳۲ گیگابایت                                                                   |
| نوع کارت حافظه           | microSD، قابل افزایش حداکثر تا ۳۲ گیگابایت                                          |
| جی‌پی‌اس                   | بله                                                                                 |
| ثبت موقعیت جغرافیایی     | بله                                                                                 |
| حسگر حرکت‌سنج             | بله (دوران خودکار صفحه)                                                             |
| حسگر مجاورت‌سنج           | بله (خاموش کردن صفحه هنگام مکالمه)                                                  |
| خروجی تلویزیون           | بله                                                                                 |
| خروجی صدا                | بله، ۳٫۵ میلی‌متر (استاندارد)                                                        |
| ارسال پیام               | SMS, MMS, Email, Push Email, IM, RSS                                                |
| درگاه USB                | بله، نسخه ۲٫۰                                                                       |
| بلوتوث                   | بله، نسخه ۳٫۰، پشتیبانی A2DP                                                        |
| 3G                       | بله                                                                                 |
| EDGE                     | بله                                                                                 |
| GPRS                     | بله                                                                                 |
| HSDPA                    | بله                                                                                 |
| HSUPA                    | بله                                                                                 |
| سرعت تبادل در شبکه       | حداکثر ۷٫۲ مگابیت در ثانیه                                                          |
| شبکه بیسیم               | Wi-Fi 802.11 b/g/n, Wi-Fi hotspot                                                   |
| انطباق با کامپیوتر       | بله                                                                                 |
| بلندگوهای استریو         | بله                                                                                 |